# Praça Província de Shiga
A Praça Shiga, também chamada de Praça província de Shiga, é uma praça da cidade de Porto Alegre, capital do estado do Rio Grande do Sul.

## Localização
Com formato triangular, a Praça Província de Shiga é delimitada pelas avenidas Cristóvão Colombo e Plínio Brasil Milano e pela Rua Marechal José Inácio da Silva, estando situada no bairro Passo d'Areia, dentro dos limites desse com os bairros Higienópolis e Boa Vista. Perto da praça está localizada também a comunidade da Vila dos Industriários.

## História

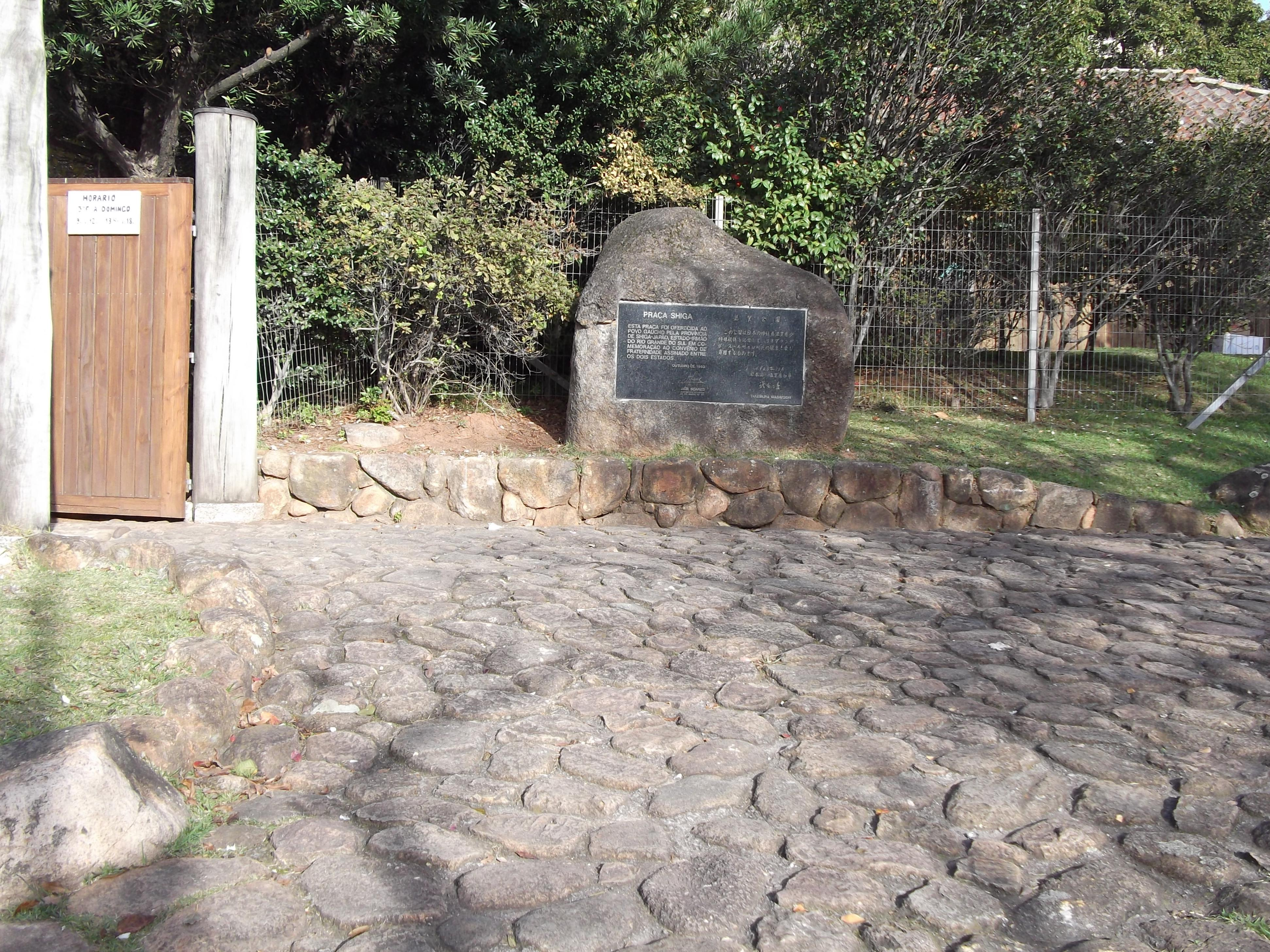
A placa comemorativa.

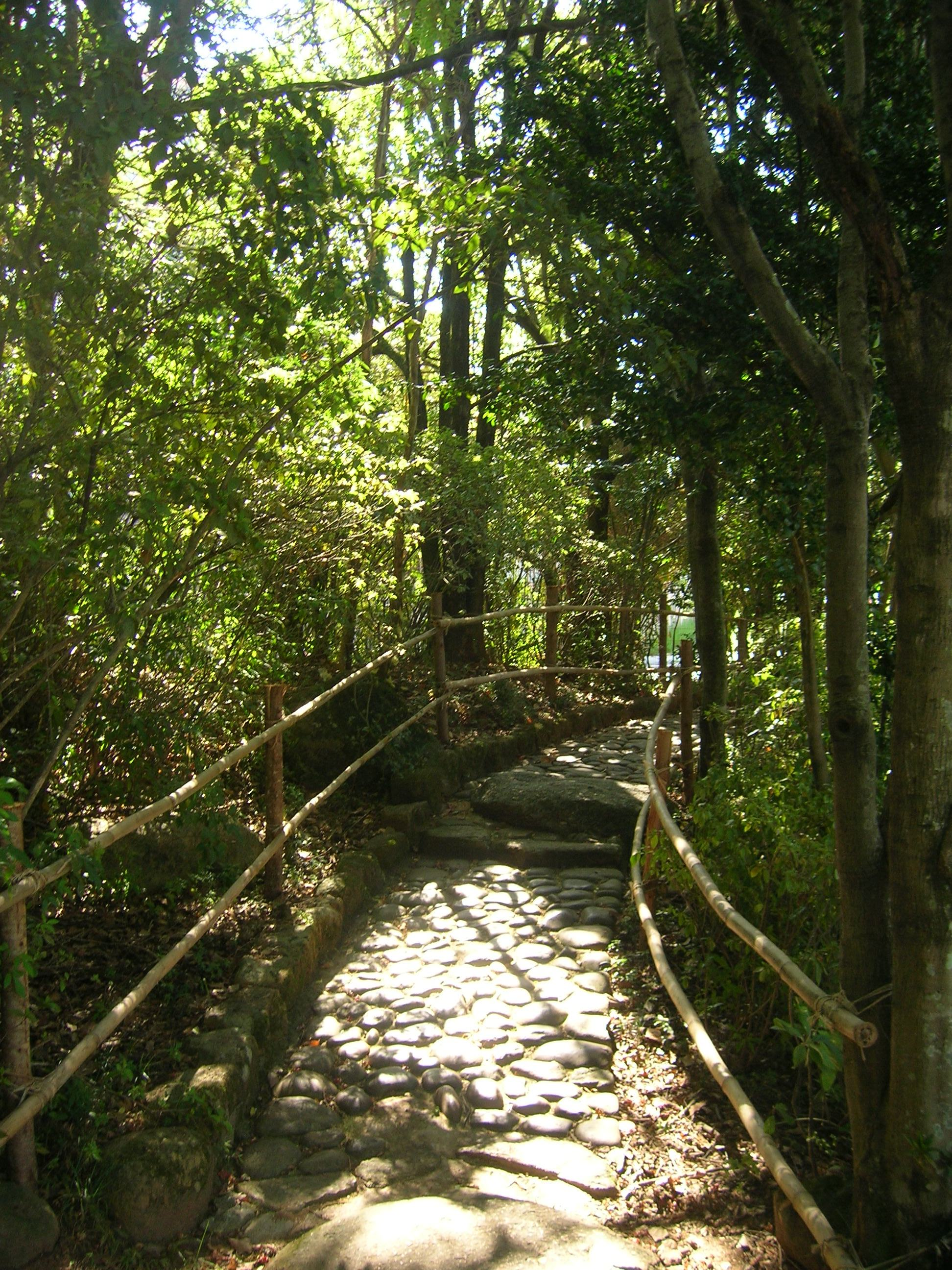
Um trecho da praça.

Inaugurada em outubro de 1983, a Praça Shiga foi financiada pelo governo do Japão, para celebrar o convênio de fraternidade assinado entre o Rio Grande do Sul e Shiga, dois estados-irmãos. Na placa em granito negro incrustada em uma rocha na entrada da praça, lê-se em português e em japonês:
"Praça Shiga 
 Esta praça foi oferecida ao povo gaúcho pela Província de Shiga-Japão, estado-irmão do Rio Grande do Sul em comemoração ao convênio de fraternidade assinado entre os dois estados. 
 Outubro de 1983."
Abaixo dos ambos os textos, há a assinatura dos chefes de governo dos dois estados daquela época, Jair Soares e Masayoshi Takemura. 
No dia 10 de novembro de 2010, realizou-se na praça uma recepção artística para a visita de uma missão governamental da província de Shiga, com a presença do então vice-governador Koichiro Yoneda, e de cidadãos japoneses. Na ocasião, o grupo musical gaúcho Oodo Daiko fez uma apresentação com taikos (太鼓), os típicos tambores japoneses, com dança e vestimentas japonesas. O local também foi enfeitado com as bandeiras koinobori (鯉幟). 

## Paisagismo
A praça foi projetada pelo arquiteto e paisagista japonês Kunie Ito, seguindo o tradicional estilo dos jardins japoneses. Possui um lago, uma cascata, uma ponte de pedra, um quiosque, uma fonte e esculturas. Toda a praça é murada por uma cerca de arame, atrás da qual há arbustos e árvores cobrindo seu interior. Na parte mais alta, há um monumento a Buda. 
Dentre as espécies de plantas utilizadas estão buxos, azaléias, camélias, bambus, ameixeiras, pinheiros, extremosas, cerejeiras e bordos. A praça contém ainda cercas de bambu ao longo de todos os seus pavimentos de pedras, para evitar que as pessoas pisem nos jardins, pois servem para a contemplação.

## Visitação
A Praça Shiga é aberta todos dias, das 9h às 12h e das 13h às 17h30min. Não é permitida a entrada de cães no local.

## Galeria

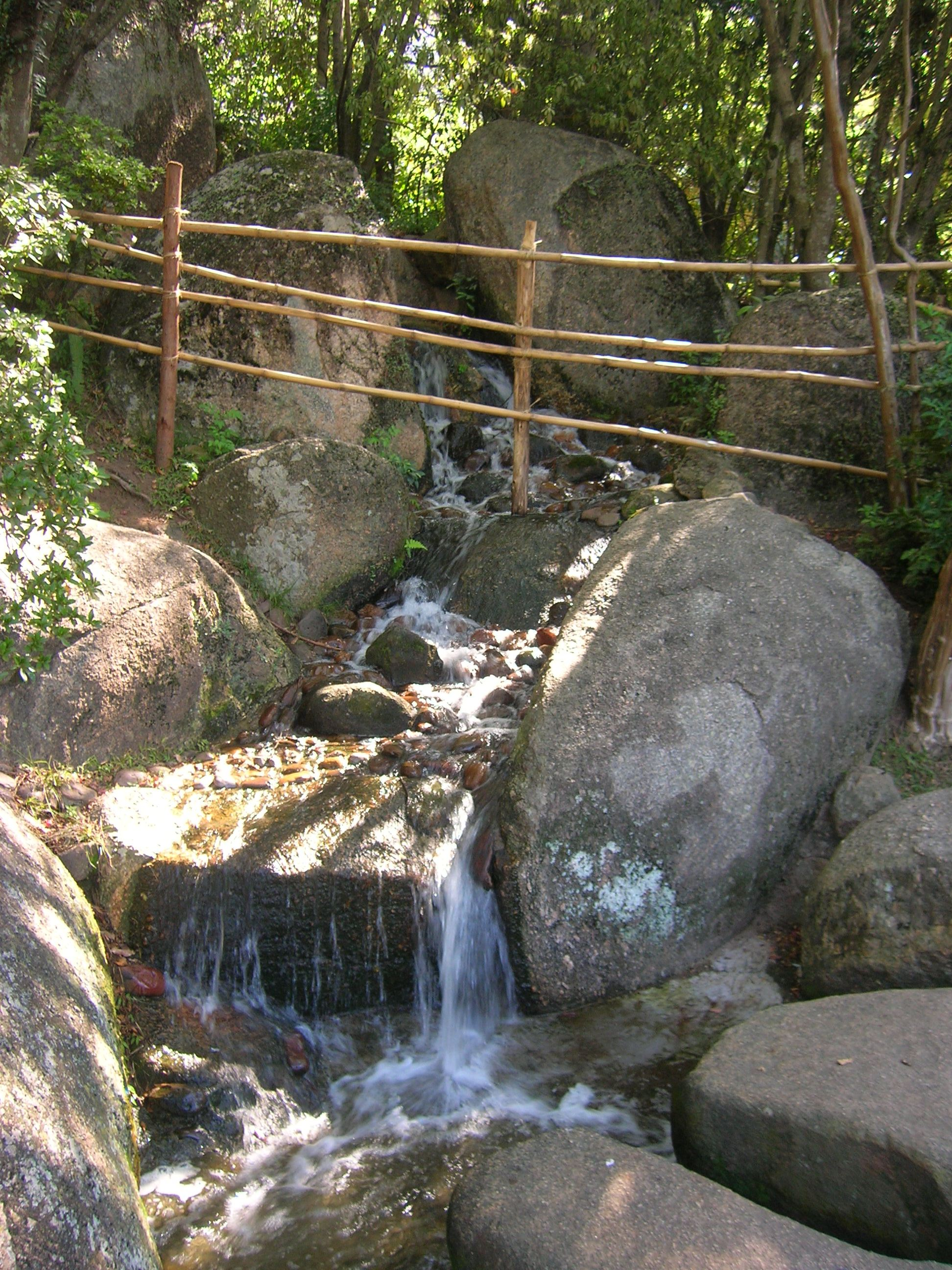
A cascata da praça.
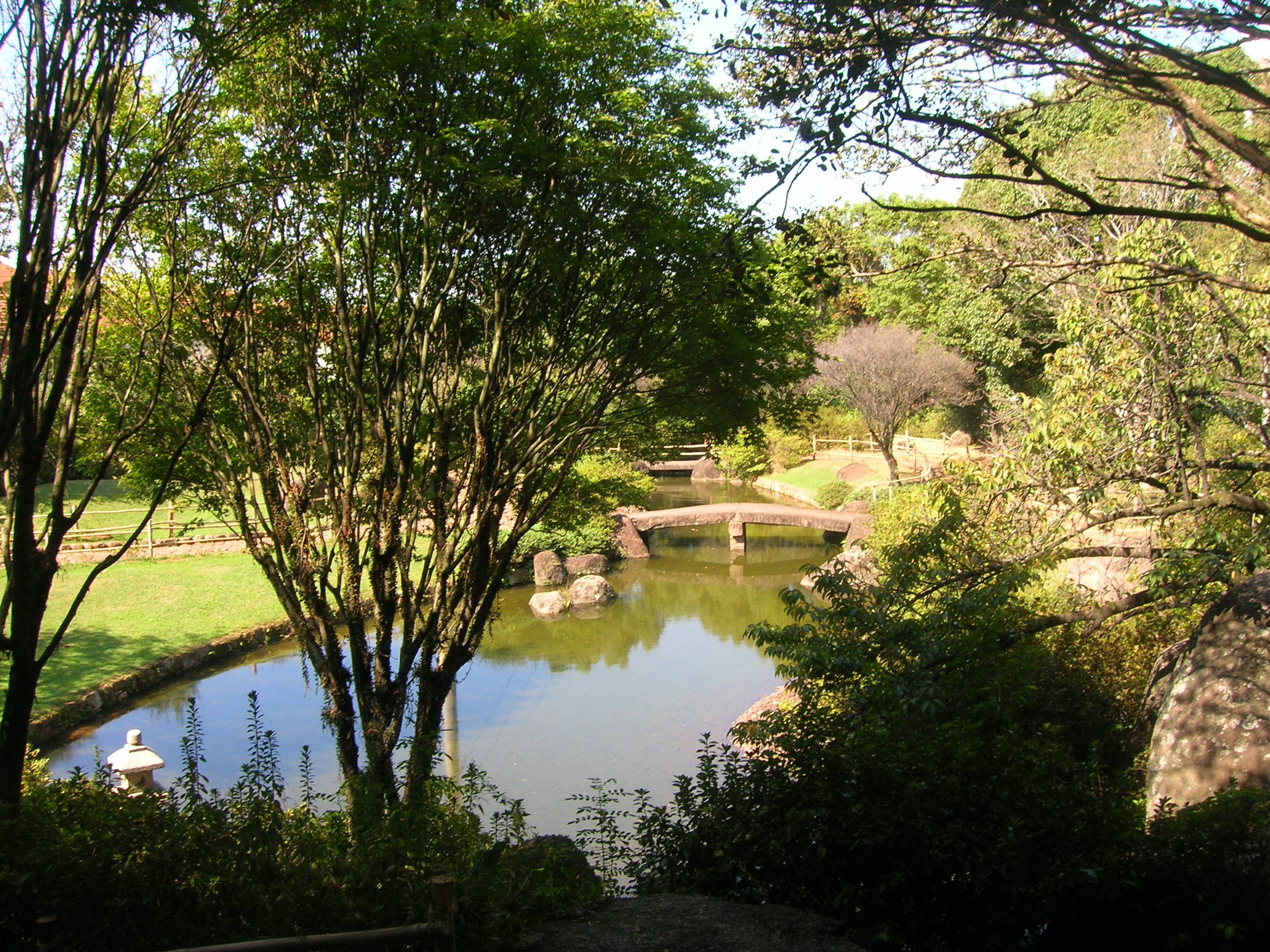
Vista da praça.
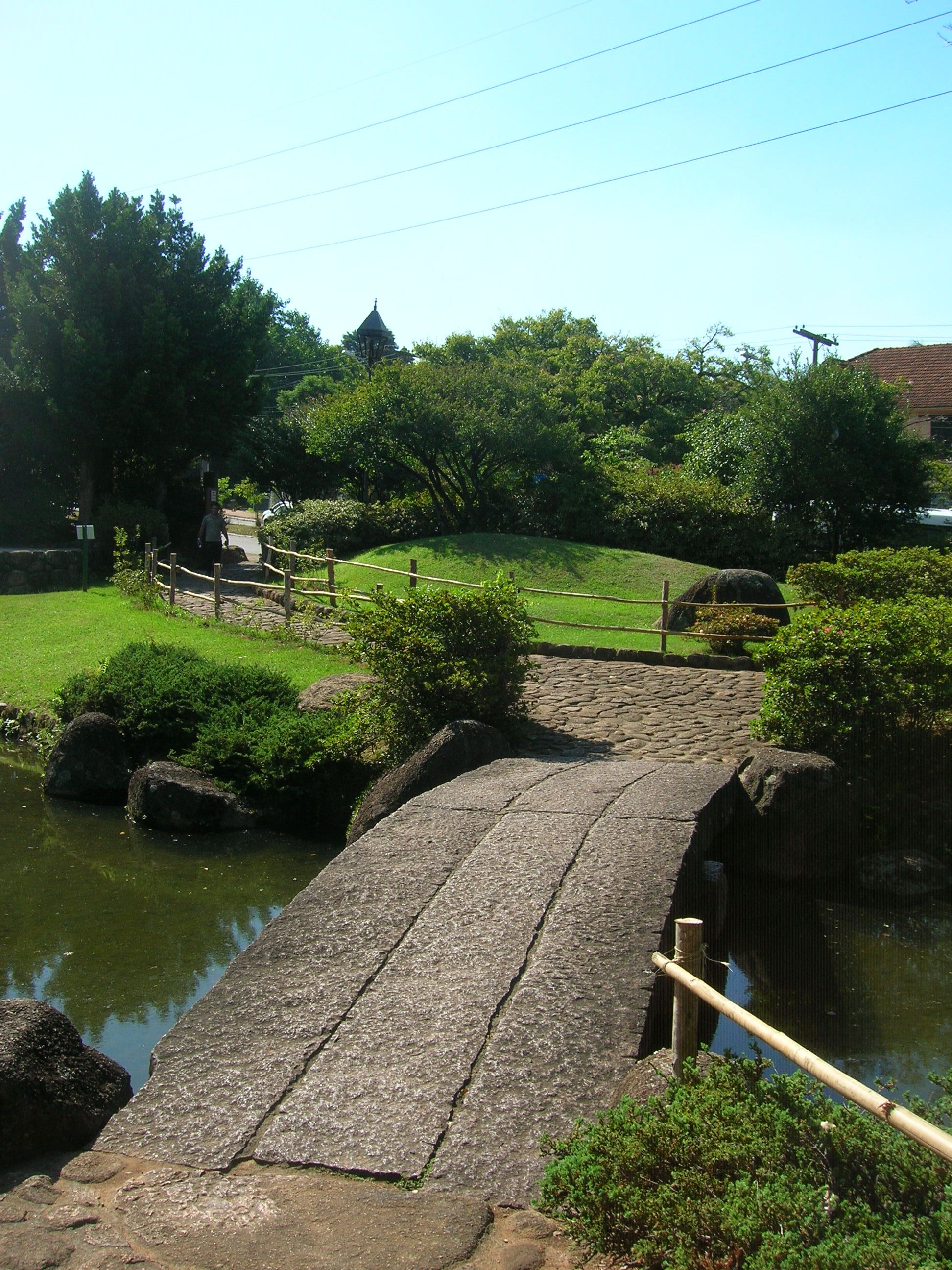
Ponte.
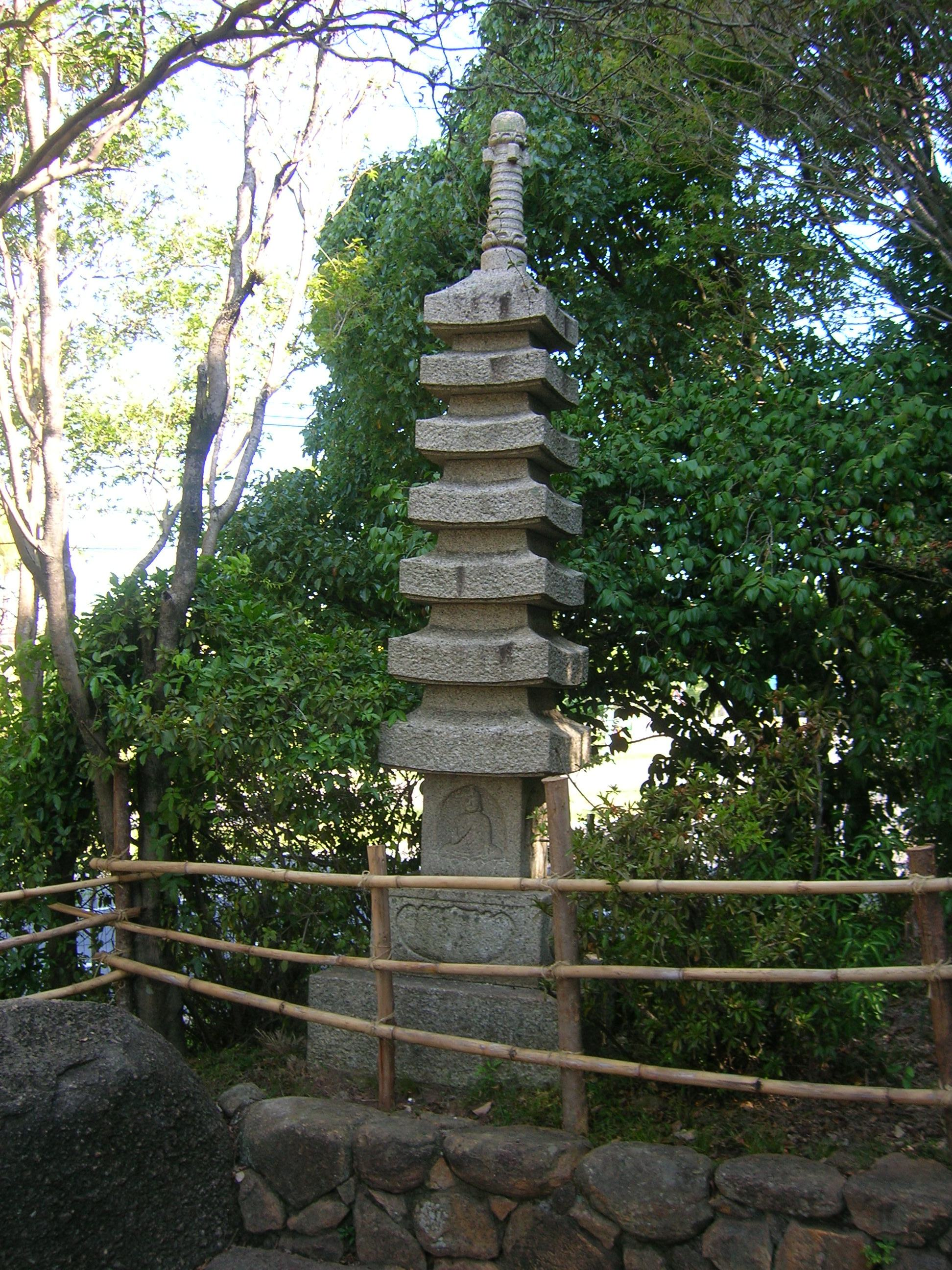
Monumento a Buda.
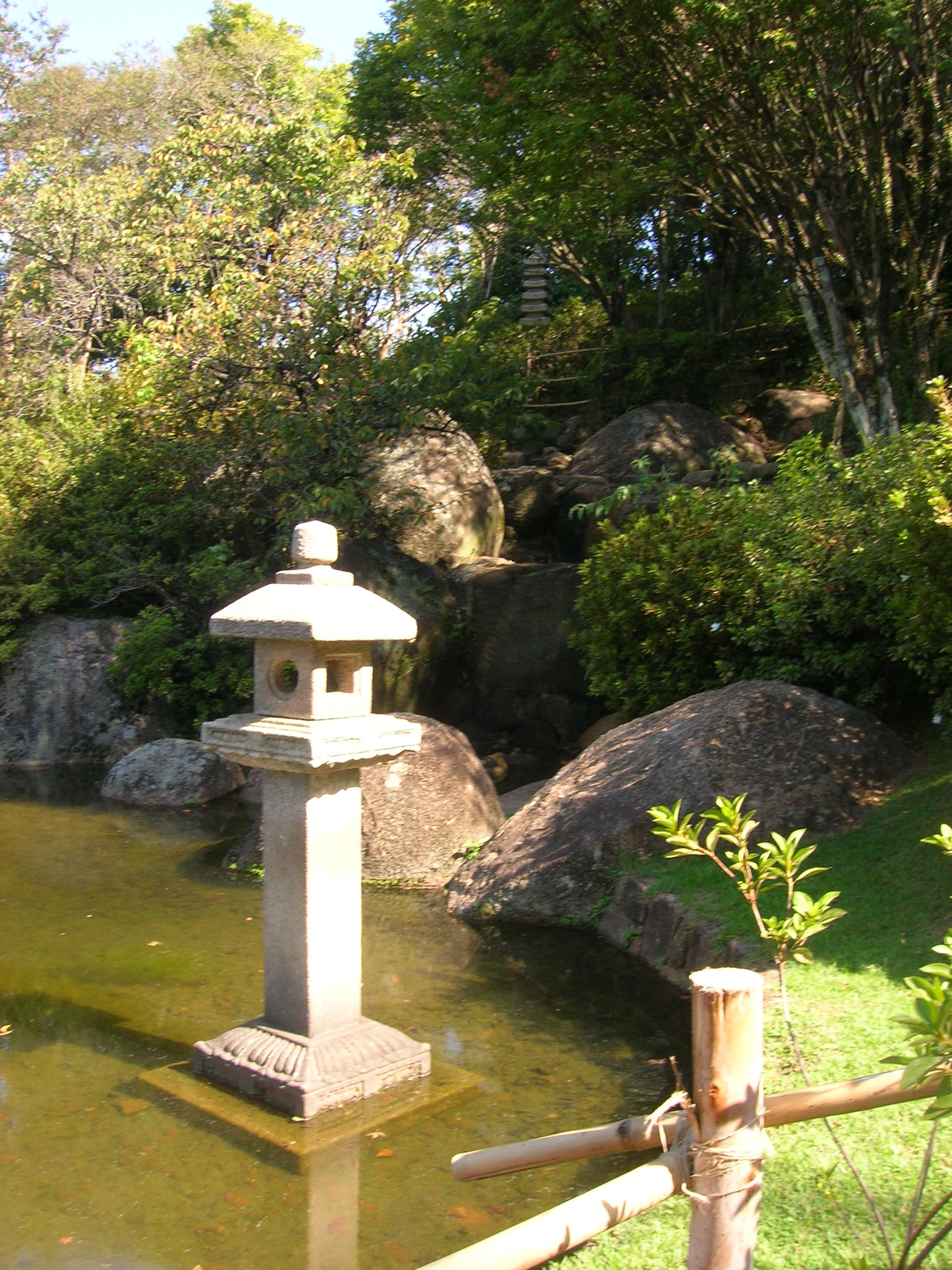
Lanterna de pedra, ou Tōrō (灯籠).